# فرانك كلوباس
فرانك كلوباس (باليونانية: Φρανκ Κλόπας)‏ (بالإنجليزية: Frank Klopas)‏ (مواليد 1 سبتمبر 1966) هو لاعب كرة قدم. يلعب مع منتخب الولايات المتحدة الأمريكية لكرة القدم. سبق له أن لعب في كأس العالم لكرة القدم مع منتخب بلاده.

## روابط خارجية
- فرانك كلوباس على موقع الدوري الأمريكي (الإنجليزية)
- فرانك كلوباس على موقع قاعدة بيانات كرة القدم.إي يو (الإنجليزية)
- فرانك كلوباس على موقع ناشيونال فوتبول تيمز (الإنجليزية)
- فرانك كلوباس على موقع Soccerway.com (الإنجليزية)
- فرانك كلوباس على موقع عالم كرة القدم.نت (الإنجليزية)
- فرانك كلوباس على موقع أوليمبيديا (الإنجليزية)